# セックスのあと男の子の汗はハチミツのにおいがする
『セックスのあと男の子の汗はハチミツのにおいがする』（セックスのあとおとこのこのあせはハチミツのにおいがする）は、おかざき真里による日本の漫画作品、およびそれを表題作とした漫画短編集。
2001年、『Zipper comic』（祥伝社）vol.1に掲載された読み切り作品。同名の短編集（書誌情報を参照）に収録されている。 

## あらすじ
主人公のOLの部屋に、女子高校生のいとこが居つく。彼女は男は別の生き物で汚いと言い、男のにおいをつけて帰ってくることを嫌う。主人公はその意見に同意できないでいたが、男に抱かれながら彼の言葉や態度を回想し、いとこの考えの誘惑に魅かれていく。

## 書誌情報
おかざき真里 『セックスのあと男の子の汗はハチミツのにおいがする』 祥伝社〈祥伝社コミックス〉、2002年2月15日発行、ISBN 4-396-76262-3